# Triumph TR25
Pour les articles homonymes, voir Triumph et TR.
 (juillet 2025).
La Triumph TR25 ou Makkina TR25 est une voiture de sport concept car électrique, présentée en 2023 en hommage aux 100 ans de la première Triumph 10/20 de 1923 et du record de vitesse des Triumph TR2 de 1953, du constructeur automobile britannique historique Triumph, disparu en 1984.

## Historique
Ce concept car électrique est conçu par le studio de design londonien Makkina,, en partenariat avec BMW, sur une base de BMW i3s, avec une puissance de 184 ch aux roues arrières, une batterie de 42,2 kWh, pour une vitesse de 185 km/h. 

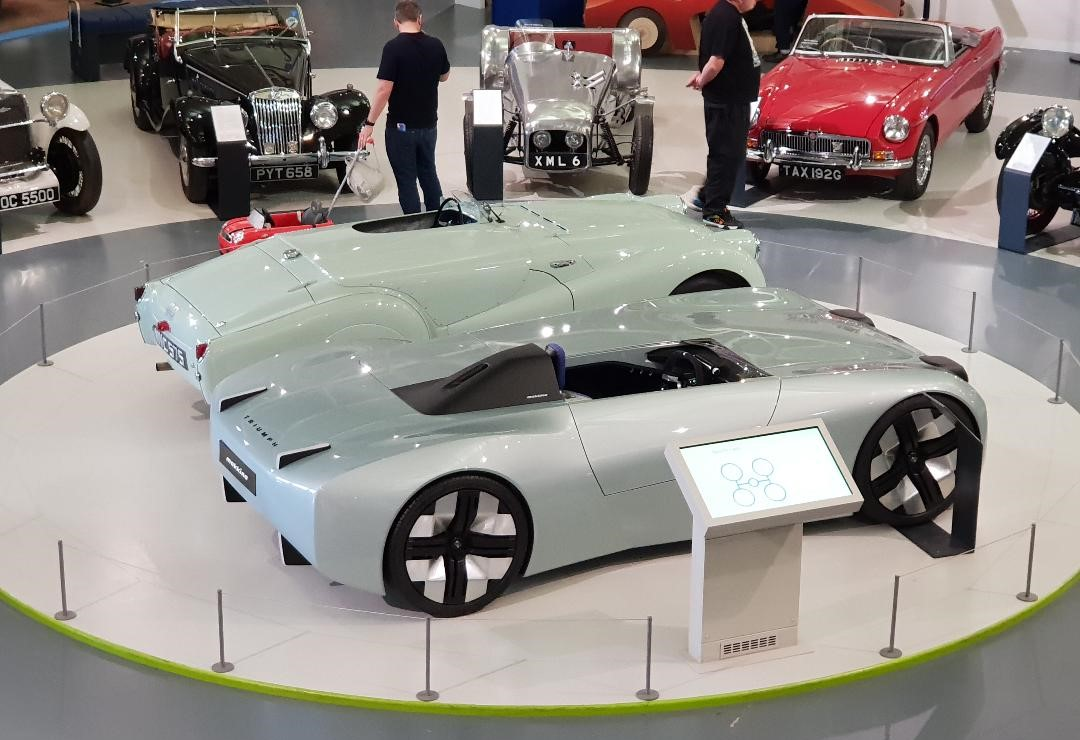
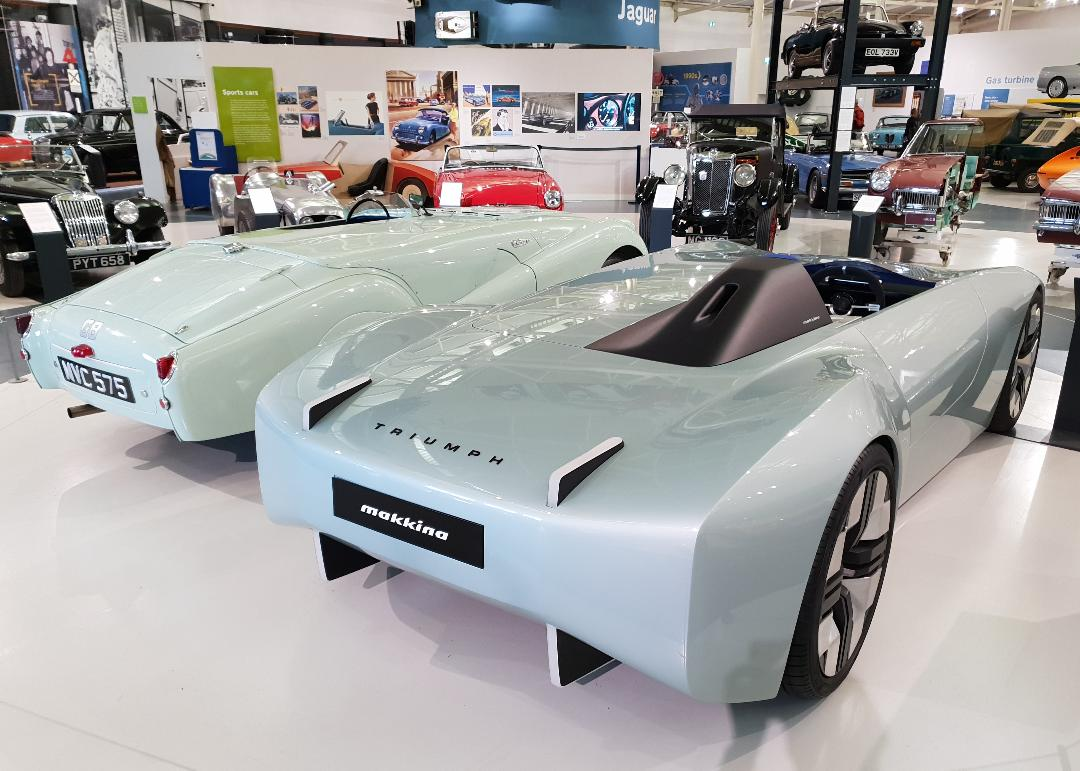
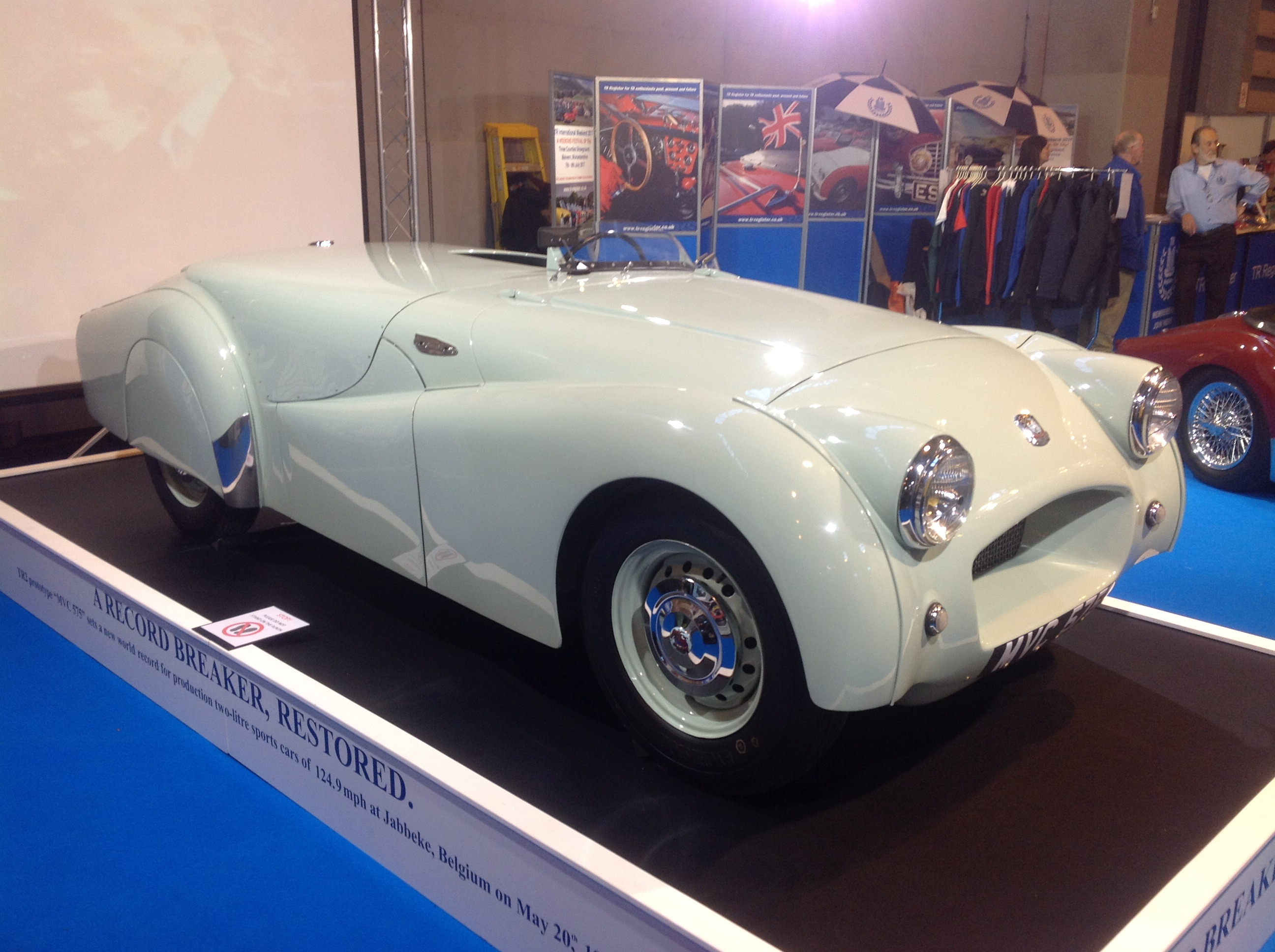

Il rend hommage aux 100 ans de la première Triumph 10/20 de série de Triumph de 1923, des 70 ans de son record de vitesse d'une Triumph TR2 de 1953, et des 25 ans du studio de design Makkina.
Son design néo-rétro, avec porte à ouverture en élytre, est inspiré de la Triumph TR2 « Jabbeke » prototype « record car » et de son record de vitesse en 1953, de 124,8 mph (200,94 km/h, catégorie moins de 2.0 litres) à Jabbeke en Belgique, avec le pilote Triumph Ken Richardson,. 